# Baltaji Mehmed Pascha

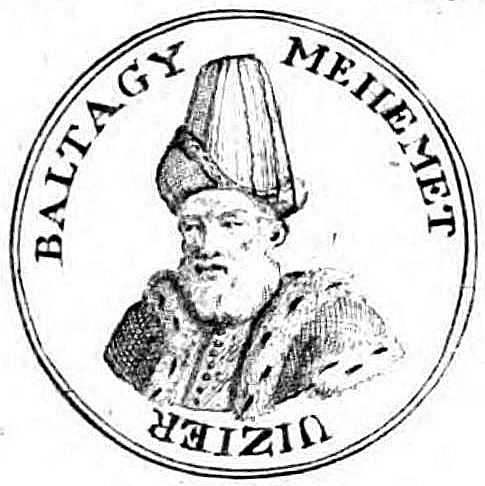
Baltajı Mehmed Pascha

Baltajı Mehmed Pascha (auch Baltacı Mehmed Pascha; * 1662 in Osmancık; † Juli 1712 auf Lemnos) war Großwesir des Osmanischen Reiches.

## Aufstieg
Baltajı Mehmed wurde in der Provinz Çorum im nördlichen Anatolien geboren. Er war türkischer Abstammung. Nach einem Aufenthalt in den nordafrikanischen Provinzen des Osmanischen Reiches kam er in die Hauptstadt İstanbul, wo er durch Vermittlung seines Verwandten Hacı Sefer Ağa eine Anstellung als Sekretär im Palast des Sultans fand. Er arbeitete auch als Muezzin. Bald wurde er zum Stallmeister (İmrahor) befördert und dann zum Admiral (Kapudan Pascha) der osmanischen Flotte. Am 25. Dezember 1704 wurde er Großwesir.
In seiner ersten Amtszeit als Großwesir gab es keine bemerkenswerten Ereignisse. Im Jahr 1706 wurde er wieder entlassen. In den folgenden vier Jahren wurde er nacheinander zum Gouverneur von drei peripheren Provinzen ernannt: Erzurum, die Insel Chios und Aleppo. Am 18. August 1710 begann seine zweite Amtszeit als Großwesir, die wegen seiner Teilnahme am Großen Nordischen Krieg in Erinnerung bleiben sollte.

## Der Vertrag vom Pruth
Nach der Niederlage der Schweden bei Poltawa (27. Junijul./28. Junischwed./8. Juli 1709greg.) in der Ukraine floh König Karl XII. nach Süden auf osmanisches Gebiet. Als der siegreiche Zar Peter I. bei Sultan Ahmed III. auf Auslieferung des flüchtigen Königs drängte, erklärte die Hohe Pforte im November 1710 den Krieg. Peter I. marschierte daraufhin mit seiner Armee über die Flüsse Dnjestr und Pruth nach Jassy im Fürstentum Moldau. Dort trat ihm Baltajı Mehmed Pascha als Oberbefehlshaber (Serdar) einer weit überlegenen türkischen Armee entgegen. Als die Russen zurückwichen und ein festes Lager bezogen, gelang es dem Großwesir, sie am 19. Juli 1711 in der Nähe des Pruth einzuschließen. In der höchsten Not bat der Zar um Frieden, indem er seine heimliche Gemahlin Jekaterina Alexejewna mit 250.000 Rubel zu seinem Belagerer sandte, der sich auf Verhandlungen einließ. Im Frieden vom Pruth trat Russland die 1696 eroberte Festung Asow wieder an das Osmanische Reich ab und verpflichtete sich, Karl XII. auf dem Rückweg nach Schweden passieren zu lassen.

## Entlassung und Tod
Sultan Ahmed III. war über den Vertrag zunächst erfreut. Die Gegner einer Verständigung, besonders Karl XII. und der Hetman der Krim-Tataren, Devlet II. Giray, wussten jedoch einen Stimmungsumschwung zu bewirken, indem sie den Korruptionsverdacht gegen den Großwesir publik machten. Am 20. November 1711 wurde Baltaji Mehmed unter dem Vorwurf der Bestechlichkeit entlassen. Er wurde zuerst auf die Insel Lesbos und dann auf die Insel Lemnos verbannt, wo er im Sommer des folgenden Jahres starb.